# Campanularia fusiformis
Campanularia fusiformis är en nässeldjursart som beskrevs av Clark 1876. Campanularia fusiformis ingår i släktet Campanularia och familjen Campanulariidae. Inga underarter finns listade i Catalogue of Life.